# Atar Balam
Atar Balam is een bestuurslaag in het regentschap Ogan Komering Ilir van de provincie Zuid-Sumatra, Indonesië. Atar Balam telt 480 inwoners (volkstelling 2010).